# Traditionel pop
Traditionel pop (også kendt som klassisk pop) er vokal jazzorienteret popmusik højt populært i vestlige (og især amerikanske) kulturer som den dominerende, kommercielle musikstilart i pre-rock & roll-tiden. Hovedsageligt er traditionel pops repertoire baseret på sange skrevet af professionelle sangskrivere (standarder) og udført af vokalister som for det meste er ledsaget af et orkester eller big band.